# Derby Messina-Siracusa
Il derby Messina-Siracusa rappresenta una sfida tra due tradizioni calcistiche, quella di Messina e quella di Siracusa, che si sono scontrate diverse volte nel corso della loro storia e sin dal 1926. Il confronto è risultato importante quando non decisivo in alcuni momenti della storia di entrambe le compagini.
Riconoscendo le due odierne società quali eredi della rispettiva tradizione sportiva cittadina, in totale gli incontri disputati per competizioni ufficiali (Serie B, Serie C, Coppa Italia, Coppa Italia di Serie C, campionati di massima serie precedenti al girone unico, play off e spareggi vari) sono 63. Le città di Messina e Siracusa distanti geograficamente circa 160 km, si sono affrontate calcisticamente in quasi tutti i decenni della loro storia esclusi gli anni sessanta.
Fra le due tifoserie esiste una forte rivalità sia da parte aretusea che da parte peloritana, al punto da scatenare momenti di tensione ogni qual volta le due squadre si affrontano.

## Storia
Tommaso Gargallo: Peluso, Gemmi, Sciuto, Dugo, Durelli, De Rosa, Barcio, Bagnoli, Pioletti, Mirabella, Alvarez.
Allenatore: Pioletti
Messinese: Tavilla, Fulci, Corona, Palumbo, Rattotti, Araldo, Rando, Misefari, Smeraldi, Arena, Latella.
Allenatore: Gottardi
Arbitro: Bracco di Palermo.
Il primo incontro in assoluto fra due squadre siracusane e messinesi, l'Unione Sportiva Messinese e il Circolo Sportivo Tommaso Gargallo, risale alla stagione 1926-1927. Disputata il 9 gennaio 1927 al Coloniale di Siracusa, le due compagini pareggiarono col risultato di 1-1 (Latella per i peloritani al 58', pareggio aretuseo al 75' con Bagnoli). Quello tra Messina e Siracusa è stato da sempre uno dei derby più disputato in ambito siciliano, oltre che un appuntamento classico in ambito nazionale, con le due squadre che si sono affrontate in quasi tutte le categorie ad eccezione della Serie A.
Tanti furono i calciatori che indossarono entrambe la maglia giallorossa (o biancoscudata) del Messina e azzurra del Siracusa, ma uno in particolare lasciò il segno in entrambi i club: Vincenzo Lumia, atleta degli anni trenta, dapprima con la casacca azzurra nel periodo di militanza realizzò in 51 partite ben 31 gol. La sua vena realizzativa ed il suo talento non passò inosservata al club dello Stretto, che nel 1932, al suo primo campionato di Serie B decise di tesserarlo, collezionando nella sua esperienza messinese (dal 1932 al 1938) 152 presenze e 23 gol.

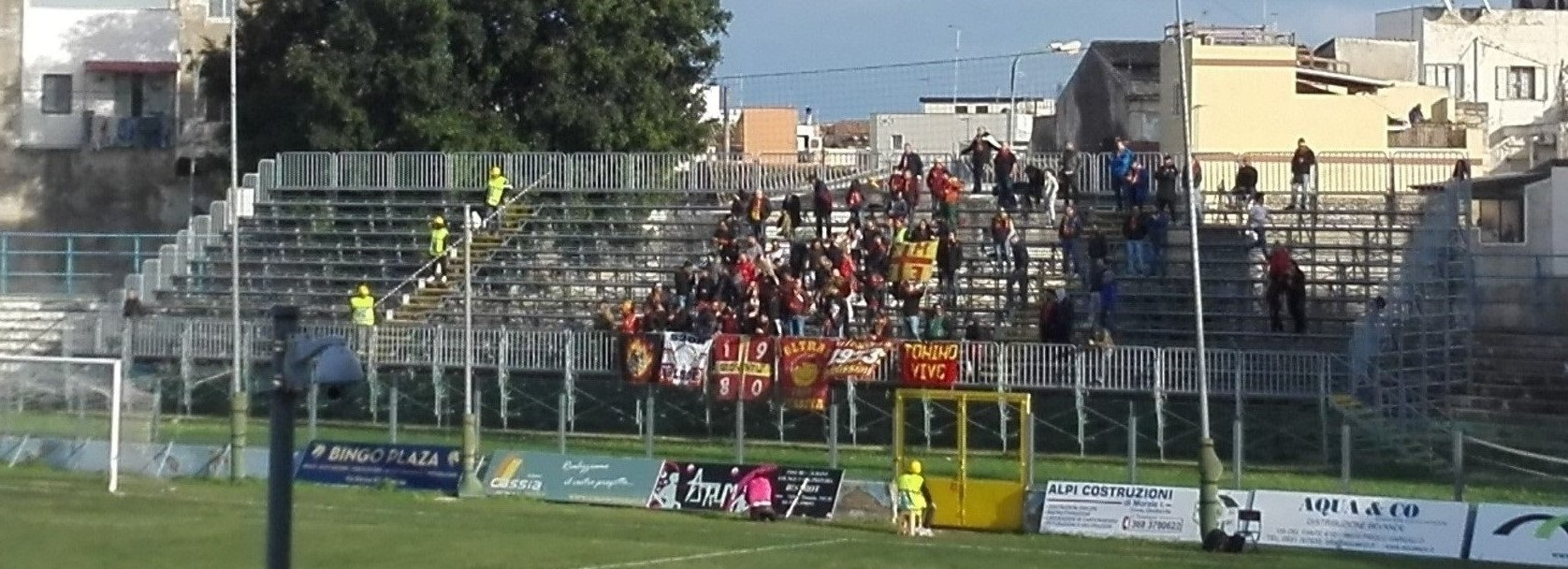
Tifosi messinesi presenti a Siracusa nel derby del 22 dicembre 2016

### Tempi recenti

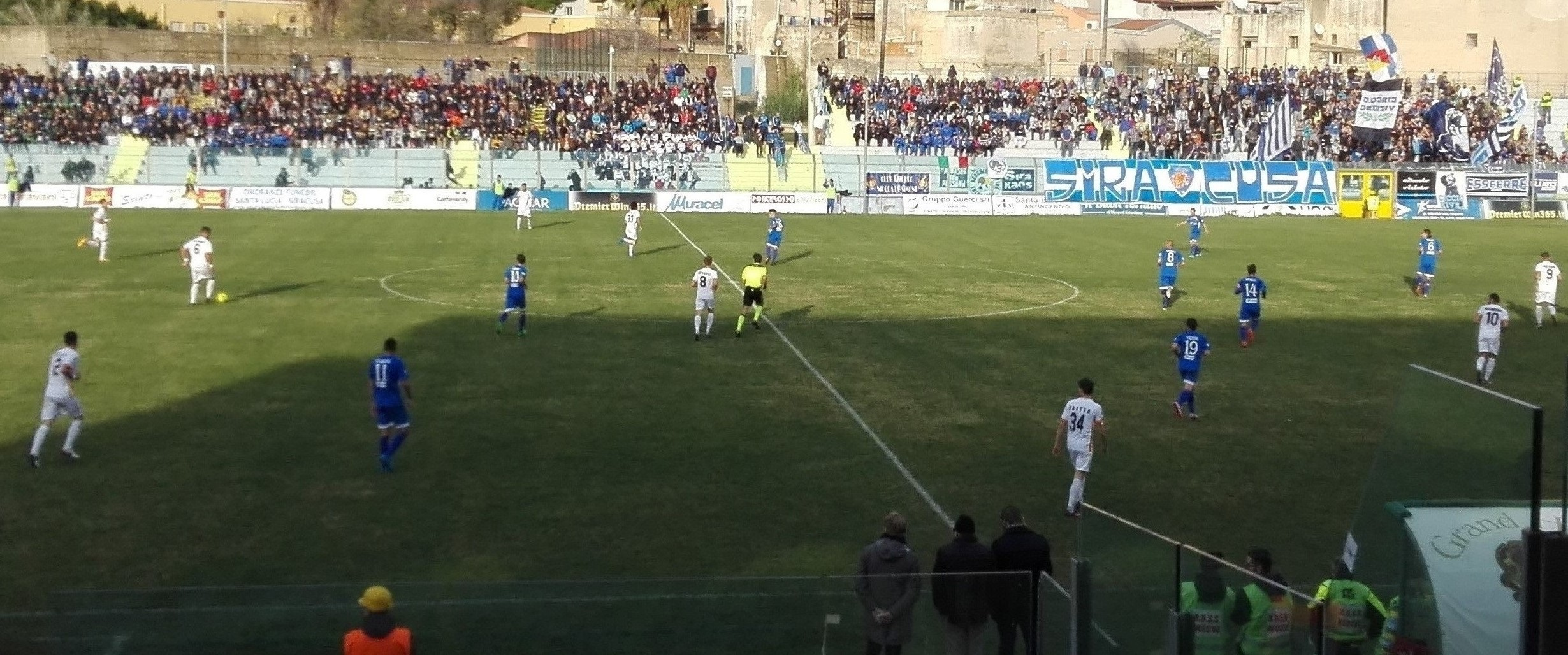
Un'azione da gioco nel derby n.63 vinto dal Siracusa per 2-0

#### 2016-2017
Nell'ultimo ventennio i due club per via dei campionati differenti disputati, hanno giocato pochissime edizioni del derby. I giallorossi infatti hanno avuto un'escalation fino alla massima serie, gli azzurri hanno dovuto far fronte all'instabilità economica del periodo, che li ha portati a due fallimenti. Nella stagione 2016-2017, tornano a disputare il derby tra i professionisti a distanza esattamente di ventiquattro anni. Nella gara d'andata, disputata allo Stadio San Filippo, il Messina si impone con il risultato finale di 3-1. Il derby disputato alla prima di campionato, vede i giallorossi in grande spolvero, con l'attaccante Pozzebon autore di una doppietta. L’attaccante romano, dopo aver sbagliato un calcio di rigore, segna una doppietta e propizia anche la terza rete. Gli aretusei, dopo essere riusciti a trovare il gol del pareggio al 60° con Valente, manifestano una scarsa condizione atletica che nell'arco dei novanta minuti pesa ai fini del risultato finale.
La gara di ritorno, disputata al De Simone il 22 dicembre 2016, viene vinta dagli azzurri per 2-0, grazie alla doppietta siglata da Emanuele Catania, che per l'occasione realizza il gol numero 30 in maglia azzurra. Il match vede un primo tempo giocato ad altissimi ritmi, con buona supremazia in campo degli aretusei. Decisamente sotto tono la squadra allenata da Cristiano Lucarelli, viste le scarse occasioni da rete avute.

## Risultati
Dati aggiornati al 30 marzo 2017
Qui di seguito si riporta la lista completa in ordine cronologico dei 63 derby calcistici disputati in gare ufficiali dal 1927.
| Arbitro: | Bracco (Palermo) |

|             |           |             |
| Bagnoli 71’ | Marcatori | 58’ Latella |

| Arbitro: | Pausano (Castellammare di Stabia) |

|          |           |            |
| Rando 7’ | Marcatori | 6’ Alvarez |

| Arbitro: | De Michelis (Teramo) |

|                                            |           |                                   |
| Mirabella 25 (rig.)’, 56 (rig.)’ Gemme 44’ | Marcatori | 6’ Misefari 16’ Rando 55’ Corallo |

| Arbitro: | Celano (Roma) |

|                                        |           |                      |
| Arena 9’ Corallo 55’ Rattotti 65’, 75’ | Marcatori | 15’ Sciuto 25’ Motta |

| Arbitro: | Romano (Castellammare di Stabia) |

|                          |           |  |
| Zavaroni 25’ Alvarez 63’ | Marcatori |  |

| Arbitro: | Trama (Torre Annunziata) |

|               |           |              |
| Fidomanzo 52’ | Marcatori | 13’ Zavaroni |

| Arbitro: | Sassi (Roma) |

|                                   |           |                               |
| Marzullo 12’ Fidomanzo 52 (rig.)’ | Marcatori | 26’, 41’ Della Casa 89’ Gamma |

| Arbitro: | Bevilacqua (Viareggio) |

|                                      |           |               |
| Zavaroni 7’ Lumia 43’, 70’ Gemme 88’ | Marcatori | 46’ Panosetti |

| Arbitro: | Ferorelli (Napoli) |

|              |           |  |
| Zavaroni 63’ | Marcatori |  |

| Arbitro: | Bò (Genova) |

|                         |           |  |
| Sassetti 22’ Peroso 32’ | Marcatori |  |

| Arbitro: | Ciamberlini (Genova) |

|  |           |              |
|  | Marcatori | 43’ Ferretti |

| Arbitro: | Gonani (Ravenna) |

|                     |           |  |
| Cevenini 60’ Re 77’ | Marcatori |  |

| Arbitro: | Bevilacqua (Viareggio) |

|                           |           |        |
| Lumia 14’, 36’ Greppi 50’ | Marcatori | 30’ Re |

| Arbitro: | Caironi (Milano) |

|                           |           |                                             |
| Ferretti 72’ Cevenini 72’ | Marcatori | 25’, 73’ Lumia 62’ Devoto 76 (rig.)’ Greppi |

| Arbitro: | Nocentini (Prato) |

|                 |           |  |
| Benassi 3’, 15’ | Marcatori |  |

| Arbitro: | Di Nanni (San Severo) |

|               |           |  |
| Spanghero 65’ | Marcatori |  |

| Arbitro: | Cilento (Soverato) |

|  |           |             |
|  | Marcatori | 30’ Mazzoli |

| Arbitro: | Ferrari (Vicenza) |

|                                                         |           |  |
| Mazzoli 9’ Peternel 57’ Felicani 72’ Spanghero 77’, 80’ | Marcatori |  |

| Arbitro: | Gamba (Napoli) |

|           |           |  |
| Greco 50’ | Marcatori |  |

| Arbitro: | Casini (Palermo) |

|                      |           |  |
| Livari 18’, 60’, 89’ | Marcatori |  |

| Siracusa 7 aprile 1946 21ª giornata Serie C 1945-1946 21º derby | Siracusa                    | 0 – 0 | Messina | Stadio Vittorio Emanuele III\| Arbitro: \| De Falco (Torre Annunziata) \| |
| Arbitro:                                                        | De Falco (Torre Annunziata) |       |         |                                                                           |

| Arbitro: | Cartei (Firenze) |

|                                              |           |             |
| Giorgioni 49’ Koening 64’, 89’ Marchetto 63’ | Marcatori | 83’ Bussone |

| Arbitro: | Cartei (Firenze) |

|                        |           |  |
| Micheloni 71’ Polo 78’ | Marcatori |  |

| Arbitro: | Caputo (Napoli) |

|             |           |                                     |
| Santini 72’ | Marcatori | 46’ Brach 57’ Bertolin 83’ Colomban |

| Arbitro: | Matucci (Seregno) |

|  |           |             |
|  | Marcatori | 18’ Ganassi |

| Siracusa 9 novembre 1952 8ª giornata Serie B 1952-1953 26º derby | Siracusa         | 0 – 0 | Messina | Stadio Vittorio Emanuele III\| Arbitro: \| Cartei (Firenze) \| |
| Arbitro:                                                         | Cartei (Firenze) |       |         |                                                                |

| Arbitro: | Rigato (Mestre) |

|                        |           |              |
| Bassi 36’ Mannocci 85’ | Marcatori | 55’ Occhetta |

| Arbitro: | Chiapponi (Livorno) |

|               |           |  |
| Anastasio 71’ | Marcatori |  |

| Arbitro: | Lops (Torino) |

|                                 |           |  |
| Corucci 58 (rig.)’ De Maria 65’ | Marcatori |  |

| Arbitro: | Del Fiandra (Massa) |

|  |           |                          |
|  | Marcatori | 53’ Vulpiani 77’ Schiavo |

| Arbitro: | Medeghini (Brescia) |

|  |           |           |
|  | Marcatori | 63’ Soldo |

| Arbitro: | Vitali (Bologna) |

|                |           |  |
| Castronovo 25’ | Marcatori |  |

| Arbitro: | Lapi (Firenze) |

|               |           |  |
| La Brocca 23’ | Marcatori |  |

| Arbitro: | Morganti (Ascoli Piceno) |

|             |           |  |
| Hellies 65’ | Marcatori |  |

| Arbitro: | Parussini (Udine) |

|            |           |  |
| Crippa 83’ | Marcatori |  |

| Arbitro: | Patrussi (Arezzo) |

|               |           |                |
| Garganico 49’ | Marcatori | 27’ Labellarte |

| Arbitro: | Foschi (Forlì) |

|             |           |  |
| Qualano 89’ | Marcatori |  |

| Arbitro: | Ramicone (Tivoli) |

|                     |           |                    |
| Caiumi 62’ Onor 80’ | Marcatori | 71 (aut.)’ Gazzola |

| Siracusa 4 settembre 1977 1º turno a girone Coppa Italia Semiprofessionisti 1977-1978 39º derby | Siracusa          | 0 – 0 | Messina | Stadio Vittorio Emanuele III\| Arbitro: \| Savalli (Trapani) \| |
| Arbitro:                                                                                        | Savalli (Trapani) |       |         |                                                                 |

| Siracusa 12 novembre 1978 7ª giornata Serie C2 1978-1979 40º derby | Siracusa           | 0 – 0 | Messina | Stadio Vittorio Emanuele III (5.000 spett.)\| Arbitro: \| Meschini (Perugia) \| |
| Arbitro:                                                           | Meschini (Perugia) |       |         |                                                                                 |

| Arbitro: | Polacco (Conegliano) |

|         |           |             |
| Cau 54’ | Marcatori | 9’ Ballarin |

| Arbitro: | Savalli (Trapani) |

|                     |           |            |
| Renzetti 76 (rig.)’ | Marcatori | 8’ Bitetto |

| Arbitro: | Pirandola (Lecce) |

|                               |           |  |
| Guerini 26’ Ballarin 30’, 46’ | Marcatori |  |

| Messina 3 settembre 1980 1º turno a girone Coppa Italia Semiprofessionisti 1980-1981 44º derby | Messina                    | 0 – 0 | Siracusa | Stadio Giovanni Celeste\| Arbitro: \| Esposito (Torre del Greco) \| |
| Arbitro:                                                                                       | Esposito (Torre del Greco) |       |          |                                                                     |

| Arbitro: | Greco (Lecce) |

|                                           |           |  |
| Romeo 31 (rig.)’ Calabrese 47’ Crippa 71’ | Marcatori |  |

| Siracusa 30 agosto 1981 1º turno a girone Coppa Italia Serie C 1981-1982 46º derby | Siracusa                    | 0 – 0 | Messina | Stadio Nicola De Simone\| Arbitro: \| Pellicanò (Reggio Calabria) \| |
| Arbitro:                                                                           | Pellicanò (Reggio Calabria) |       |         |                                                                      |

| Arbitro: | Coppetelli (Tivoli) |

|  |           |                                             |
|  | Marcatori | 41 (aut.)’ Maglio 64’ Telesio 68’ Quattrini |

| Siracusa 4 ottobre 1981 3ª giornata Serie C2 1981-1982 48º derby | Siracusa       | 0 – 0 | Messina | Stadio Nicola De Simone\| Arbitro: \| Vallesi (Pisa) \| |
| Arbitro:                                                         | Vallesi (Pisa) |       |         |                                                         |

| Arbitro: | Galbiati (Monza) |

|              |           |             |
| Iannucci 17’ | Marcatori | 49’ Zanutto |

| Arbitro: | Bruschini (Firenze) |

|              |           |  |
| Iannucci 65’ | Marcatori |  |

| Siracusa 12 settembre 1982 1º turno a girone Coppa Italia Serie C 1982-1983 51º derby | Siracusa               | 0 – 0 | Messina | Stadio Nicola De Simone\| Arbitro: \| D'Innocenzo (Ciampino) \| |
| Arbitro:                                                                              | D'Innocenzo (Ciampino) |       |         |                                                                 |

| Arbitro: | Galbiati (Monza) |

|              |           |           |
| Mondello 84’ | Marcatori | 29’ Prima |

| Arbitro: | Bruschini (Firenze) |

|              |           |              |
| Ferretti 26’ | Marcatori | 28’ Mondello |

| Arbitro: | Satariano (Palermo) |

|               |           |                             |
| Tavarelli 30’ | Marcatori | 7’ Diodicibus 42’ Schillaci |

| Barcellona Pozzo di Gotto 5 settembre 1984 1º turno a girone Coppa Italia Serie C 1984-1985 55º derby | Messina          | 0 – 0 | Siracusa | Stadio Carlo Stagno d'Alcontres\| Arbitro: \| De Luca (Napoli) \| |
| Arbitro:                                                                                              | De Luca (Napoli) |       |          |                                                                   |

| Arbitro: | Di Gennaro (Ercolano) |

|                 |           |  |
| Napoli 20’, 37’ | Marcatori |  |

| Arbitro: | Guida (Palermo) |

|  |           |            |
|  | Marcatori | 82’ Tusino |

| Arbitro: | Bizzotto (Castelfranco Veneto) |

|                  |           |            |
| Schio 60 (aut.)’ | Marcatori | 8’ Carrara |

| Messina 7 marzo 1993 23ª giornata Serie C1 1992-1993 59º derby | Messina            | 0 – 0 | Siracusa | Stadio Giovanni Celeste\| Arbitro: \| Ciambotti (Empoli) \| |
| Arbitro:                                                       | Ciambotti (Empoli) |       |          |                                                             |

| Arbitro: | Bottegoni (Terni) |

|  |           |                    |
|  | Marcatori | 3’ Gaudio 52’ Cosa |

| Arbitro: | Albertini (Ascoli Piceno) |

|                        |           |  |
| Sarli 4’, 45’ Cosa 41’ | Marcatori |  |

| Arbitro: | Paolini (Ascoli Piceno) |

|                                  |           |             |
| Pozzebon 31’, 82’ Milinkovic 94’ | Marcatori | 60’ Valente |

| Arbitro: | Pillitteri (Palermo) |

|                  |           |  |
| Catania 25’, 37’ | Marcatori |  |

## Amichevoli
Dati aggiornati al 30 marzo 2017
Qui di seguito si riporta la lista delle amichevoli disputate in gare non ufficiali.
| Arbitro: | non comunicato |

|  |           |     |
|  | Marcatori | Gol |

| Arbitro: | non comunicato |

|     |           |                       |
| Gol | Marcatori | Gol · Gol · Gol · Gol |

## Statistiche di squadra

### Giocati a Messina
|                         | Gare | Vittorie Messina | Pareggi | Vittorie Siracusa | Gol Messina | Gol Siracusa |
| Serie B                 | 3    | 2                | 0       | 1                 | 6           | 3            |
| Serie C/C1/Lega Pro     | 13   | 9                | 2       | 2                 | 20          | 8            |
| Serie C2                | 3    | 0                | 3       | 0                 | 3           | 3            |
| Serie D                 | 1    | 0                | 0       | 1                 | 0           | 2            |
| Altri camp. (1927-1929) | 4    | 1                | 2       | 1                 | 8           | 7            |
| Coppa Italia            | 1    | 0                | 0       | 1                 | 0           | 1            |
| Coppa Italia C          | 7    | 3                | 3       | 1                 | 6           | 5            |
| Totale                  | 32   | 15               | 10      | 7                 | 43          | 29           |

### Giocati a Siracusa
|                         | Gare | Vittorie Messina | Pareggi | Vittorie Siracusa | Gol Messina | Gol Siracusa |
| Serie B                 | 3    | 1                | 1       | 1                 | 3           | 3            |
| Serie C/C1/Lega Pro     | 13   | 2                | 2       | 9                 | 4           | 17           |
| Serie C2                | 3    | 0                | 3       | 0                 | 1           | 1            |
| Serie D                 | 1    | 0                | 0       | 1                 | 0           | 3            |
| Altri camp. (1927-1929) | 4    | 0                | 2       | 2                 | 5           | 10           |
| Coppa Italia            | 0    | 0                | 0       | 0                 | 0           | 0            |
| Coppa Italia C          | 7    | 2                | 3       | 2                 | 3           | 7            |
| Totale                  | 31   | 5                | 11      | 15                | 16          | 41           |

### Totale
|                         | Gare | Vittorie Messina | Pareggi | Vittorie Siracusa | Gol Messina | Gol Siracusa |
| Serie B                 | 6    | 3                | 1       | 2                 | 9           | 6            |
| Serie C/C1/Lega Pro     | 26   | 11               | 4       | 11                | 24          | 25           |
| Serie C2                | 6    | 0                | 6       | 0                 | 4           | 4            |
| Serie D                 | 2    | 0                | 0       | 2                 | 0           | 5            |
| Altri camp. (1927-1929) | 8    | 1                | 4       | 3                 | 13          | 17           |
| Coppa Italia            | 1    | 0                | 0       | 1                 | 0           | 1            |
| Coppa Italia C          | 14   | 5                | 6       | 3                 | 9           | 12           |
| Totale                  | 63   | 20               | 21      | 22                | 59          | 70           |

## Statistiche individuali

### Record di reti
| Giocatore        | Squadra  | Campionato | Coppa Italia | Totale |
| ---------------- | -------- | ---------- | ------------ | ------ |
| Vincenzo Lumia   | Siracusa | 6          |              | 6      |
| Dante Zavaroni   | Siracusa | 4          |              | 4      |
| Giuseppe Livari  | Messina  | 3          |              | 3      |
| Alvise Spanghero | Siracusa | 3          |              | 3      |

## Record
- Vittoria del Messina con massimo scarto:

Messina-Siracusa 4-1 (Serie B 1950-1951)
- Pareggio con più gol:

Siracusa-Messina 3-3 (Seconda Divisione 1927-1928)
- Vittoria del Siracusa con massimo scarto:

Siracusa-Messina 5-0 (Serie C 1939-1940)

### A Siracusa
- Ultima vittoria Siracusa:

In campionato:

Siracusa-Messina 2-0 (22 dicembre 2016)

In Coppa Italia:

Siracusa-Messina 3-0 (21 settembre 1980)
- Ultimo pareggio:

In campionato:

Siracusa-Messina 1-1 (4 ottobre 1992)

In Coppa Italia:

Siracusa-Messina 0-0 (12 settembre 1982)
- Ultima vittoria Messina:

In campionato:

Siracusa-Messina 0-1 (18 marzo 1973)

In Coppa Italia:

Siracusa-Messina 0-1 (16 marzo 1986)

### A Messina
- Ultima vittoria Messina:

In campionato:

Messina-Siracusa 3-1 (28 agosto 2016)

In Coppa Italia:

Messina-Siracusa 2-0 (5 febbraio 1986)
- Ultimo pareggio:

In campionato:

Messina-Siracusa 0-0 (7 marzo 1993)

In Coppa Italia:

Messina-Siracusa 0-0 (5 settembre 1984)
- Ultima vittoria Siracusa:

In campionato:

Messina-Siracusa 0-2 (5 novembre 2008)

In Coppa Italia:

Messina-Siracusa 0-3 (13 settembre 1981)

## Stadi

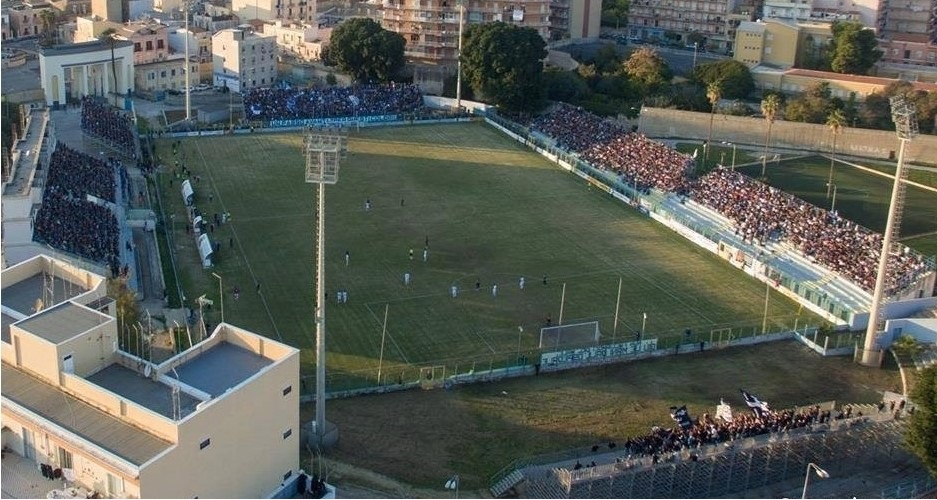
Lo Stadio Vittorio Emanuele III, dal 1979 intitolato ad Nicola De Simone, ha ospitato la maggior parte dei derby tra Messina e Siracusa.

L'impianto che ha ospitato il maggior numero di derby ufficiali tra Messina e Siracusa è lo Stadio Nicola De Simone di Siracusa, inaugurato nel 1932. Altri campi da gioco teatro del derby sono stati lo Stadio Giovanni Celeste, il Campo Coloniale, il Campo Enzo Geraci e lo Stadio San Filippo-Franco Scoglio. Il 5 settembre 1984 venne disputata in campo neutro allo Stadio Carlo Stagno d'Alcontres di Barcellona Pozzo di Gotto la gara valevole per il 1º turno di Coppa Italia Serie C, per l'indisponibilità dello stadio Celeste.
Di seguito viene riportato un prospetto con il numero di partite disputate in ogni campo da gioco.
| Stadio                            | Partite giocate |
| --------------------------------- | --------------- |
| Stadio Nicola De Simone           | 24              |
| Stadio Giovanni Celeste           | 22              |
| Campo Enzo Geraci                 | 7               |
| Campo Coloniale                   | 7               |
| Stadio San Filippo-Franco Scoglio | 2               |
| Stadio Carlo Stagno d'Alcontres   | 1               |
| Totale                            | 63              |